# Comuna Okunivka, Ciornomorske
Okunivka (în ucraineană Окунівка) este o comună în raionul Ciornomorske, Republica Autonomă Crimeea, Ucraina, formată din satele Hromove, Krasnosilske, Mariine, Okunivka (reședința) și Znameanske.

## Demografie
Componența lingvistică a comunei Okunivka
     Rusă (53,9%)
     Ucraineană (25,06%)
     Tătară crimeeană (18,84%)
     Alte limbi (0,29%)
Conform recensământului din 2001, majoritatea populației comunei Okunivka era vorbitoare de rusă (53,9%), existând în minoritate și vorbitori de ucraineană (25,06%) și tătară crimeeană (18,84%).